# Культурный центр

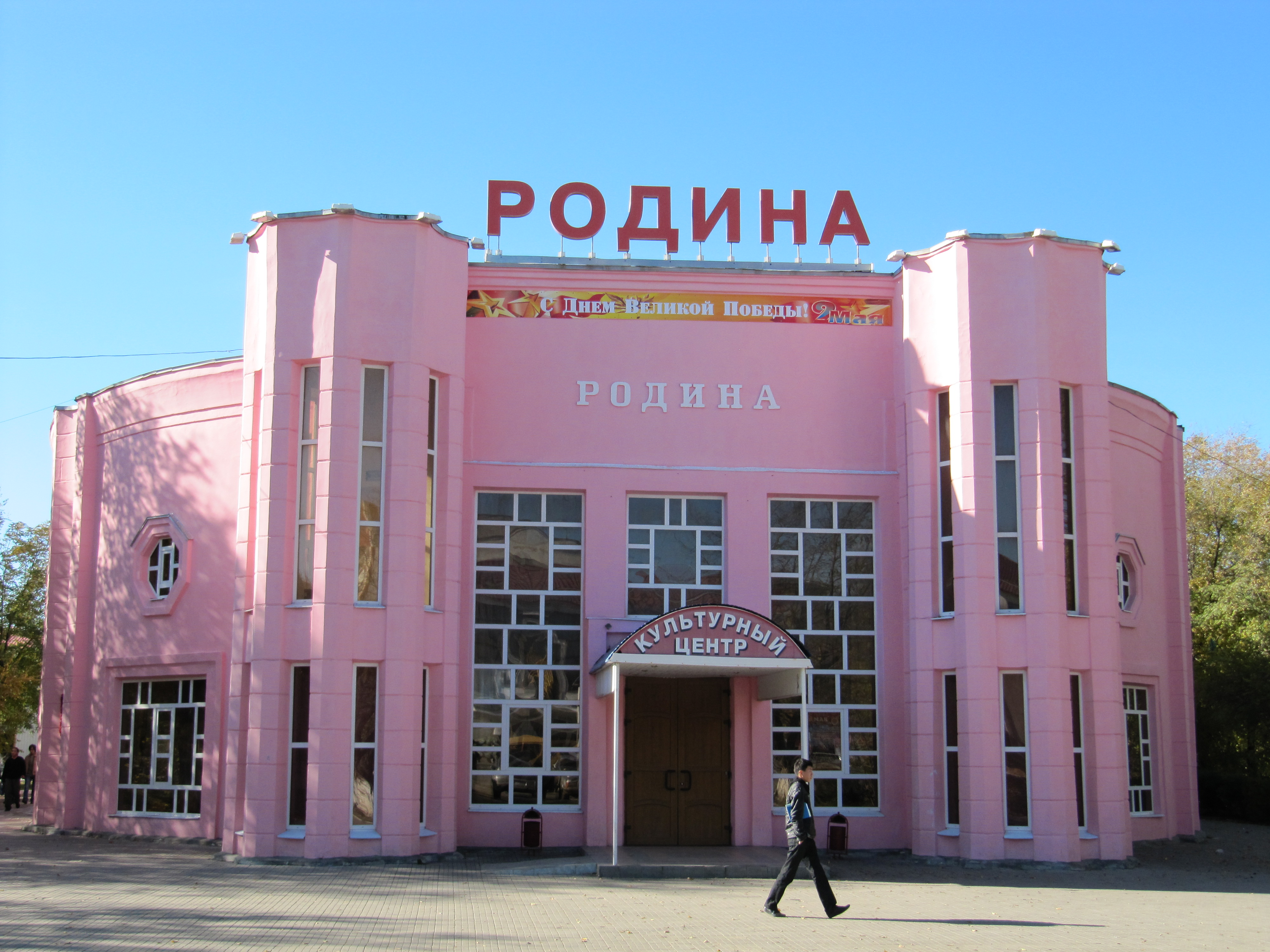
Культурный центр «Родина», Элиста, Калмыкия

Культу́рный центр — широко используемое обозначение для организаций, а также зданий или их комплексов, предназначенных для сосредоточения, преумножения и продвижения в жизнь окружающего их общества — тех или иных ценностей, традиций и практик, лежащих в сфере культуры и искусства. Культурные центры могут существовать и в рамках общественных художественных объединений, и в порядке частных инициатив; равно как при государственном (правительственном) патронаже, или же силами активистов.

## Две разновидности современных культурных центров и смежная терминология
При этом современное употребление термина «культурный центр» может на практике обозначать принадлежность такого объекта к одной из двух смысловых категорий (либо к обеим одновременно):
- крупный многофункциональный комплекс, культурно-зрелищная и иная публичная деятельность на базе которого охватывает сразу несколько видов искусства или сфер культуры (этим он отличается от более узко специализированных объектов и учреждений, обслуживающих лишь одну из традиционных культурных функций, будь то музейно-выставочная, библиотечная, концертно-театральная, образовательная, самодеятельная, клубная и т. п.);
- учреждение культуры, имеющее национальную, конфессиональную, социальную либо иную групповую ориентацию или принадлежность (иногда при посольствах или иных представительствах стран, религиозных организаций, общественных объединений)[1][2], к тому же в большинстве случаев — ставящее перед собой задачи не только обслуживания внутренних интересов этой группы или диаспоры (в отличие от клуба)[3], но и знакомящее с этой характерной культурой — окружающее общество, создавая условия для её сохранения, понимания и дальнейшего развития в этом обществе[2][4].

Границы этого термина, таким образом, достаточно условны: в частности, он близок с одной стороны к традиционному для социалистических и некоторых других стран институту «домов (дворцов) культуры и народных клубов»; с другой — к таким разновидностям общественных центров как арт-центры, как национальные общественные объединения; а отчасти — и к выставочным, библиотечным или концертным организациям «широкого профиля». Как правило, для культурного центра любого типа всё же характерно главенство деятельности некоммерческой, просветительской и до некоторой степени пропагандистской (в области культуры), а также её многосторонний и комплексный характер.
От термина «культурный центр» в указанном значении «учреждения, организации или архитектурного сооружения» — следует отличать словосочетание «культурный центр» в его произвольном лексическом смысле, складывающемся из спектров значений двух этих слов по отдельности (как правило: «территория, сосредоточившая или управляющая…» — по отношению к явлениям или объектам «культуры»). Например: «Москва — крупный культурный и промышленный центр» и т. п.
Как «пограничный случай» можно рассматривать также «градостроительное» употребление того же словосочетания. В традициях ряда стран (особенно характерных, например, для Австралии, а в отдельных случаях — для США и др.) — «культурным центром» может именоваться особая зона или район городской застройки, где по замыслу градостроителей (или же исторически) сосредоточены здания и сооружения именно культурного назначения (театры, музеи, киноконцертные залы, библиотеки, иногда стадионы или даже парки и т. п.). Сочетание «культурный центр» может в подобных случаях играть роль или быть составной частью устойчивого названия для такого района. Решая в каждом отдельном случае, можно ли его отнести к использованию термина «культурный центр» в первом значении — следует, вероятно, ориентироваться на то, составляют ли все учреждения в этой градостроительной зоне также и некую административную и организационную целостность, координируют ли свою деятельность в рамках своей принадлежности к единому комплексному явлению в местной культуре.
Летом 2008 года в Москве был создан Общественный Совет по культурным центрам, который в качестве ближайшей задачи назвал защиту здания Центрального дома художника; в совет вошли пятьдесят человек (архитекторы, музейщики, журналисты, художники, писатели).

## Примеры культурных центров разного типа, по континентам и странам

### В Европе
- Государственный культурный центр-музей В.С. Высоцкого, Москва, Россия
- Национальный культурный центр Украины в Москве, Москва, Россия[9]
- Культурный центр «Родина», Элиста, Россия
- Национальный культурный центр «Казань», Казань, Россия
- Латиноамериканский культурный центр имени Уго Чавеса, Санкт-Петербург, Россия
- Исламский культурный центр «Источник», Санкт-Петербург, Россия
- Израильские культурные центры, Россия / Украина / Беларусь / Молдова / Узбекистан / Азербайджан
- Русский культурный центр, Львов, Украина
- «Стеклянный Дворец» (nl:Glaspaleis), Херлен, Нидерланды
- Региональный Культурный центр (en:Letterkenny Regional Cultural Centre), Леттеркенни, Ирландия
- Белградский Дом молодёжи
- Миланский Культурный центр (it:Centro Culturale di Milano), Милан, Италия
- Францисканский культурный центр «Розетум» (Centro culturale artistico francescano Il Rosetum), Милан, Италия
- Культурный центр Оскара Нимейера, Авилес, Испания
- Дворец изящных искусств (fr:Palais des beaux-arts de Bruxelles), Брюссель, Бельгия
- Дом культуры (fr:Maison de la culture de Firminy-Vert), Фирмини, Франция
- Национальный центр искусства и культуры имени Жоржа Помпиду, Париж, Франция
- Беленский культурный центр (pt:Centro Cultural de Belém), Лиссабон, Португалия
- Sajos — саамский культурный центр, Инари, Финляндия
- Немецкий культурный центр им. Гёте (нем. Goethe-Institut) в Европе и на других континентах

### В Африке
- Библиотека и культурный центр Александрина, Александрия, Египет

### В Северной и Южной Америке

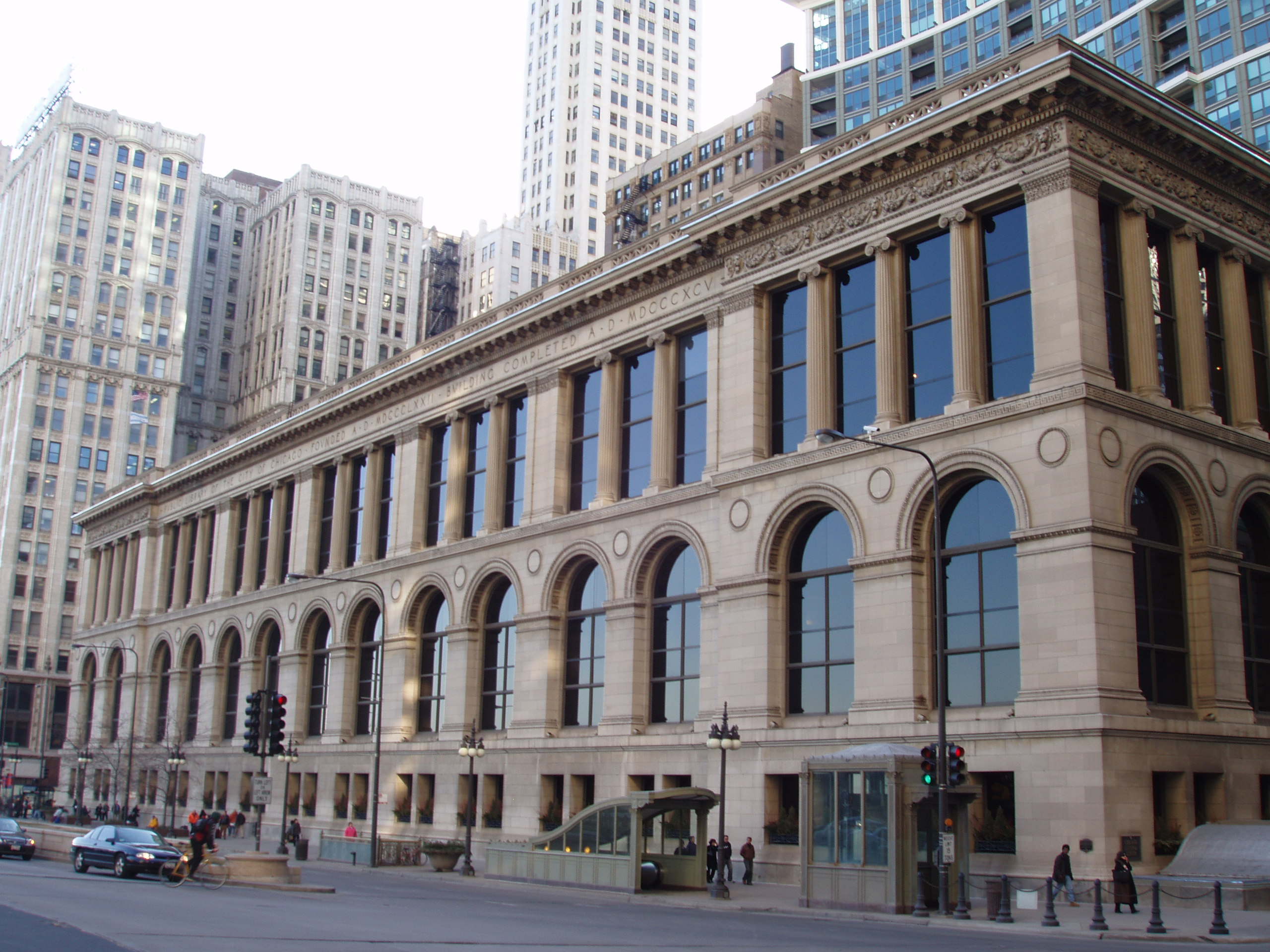
Культурный центр Чикаго в США

- Культурный центр (pt:Centro Cultural São Paulo), Сан-Паулу, Бразилия
- Израильский культурный центр (pt:Centro da Cultura Judaica), Сан-Паулу, Бразилия
- Испанский культурный центр (es:Centro Cultural de España en México), Мехико, Мексика
- Исламский культурный центр при мечети Дар-эс-Салам (Centro Cultural Islámico de México), Мехико, Мексика
- Культурный центр «Полифорум» им. Сикейроса (es:Polyforum Cultural Siqueiros), Мехико, Мексика
- Культурный центр дворца Ла-Монеда (es:Centro Cultural Palacio de La Moneda), Сантьяго, Чили
- 12 Домов культуры (fr:Maisons de la culture de Montréal), Монреаль, Канада
- Культурный центр Чикаго, США
- Индейский и латиноамериканский культурный центр (en:Centro Cultural de la Raza), Сан-Диего, США
- Мексиканский культурный центр (en:El Centro Cultural de Mexico), Санта-Ана, США
- Кришнаитский культурный центр Бхактиведанты, Детройт, США
- Культурный центр американцев мексиканского происхождения «Помощь самим себе в Рисовании и Искусстве» (en:Self Help Graphics & Art), Лос-Анджелес, США
- Культурный центр американцев мексиканского и ацтекского происхождения «Tia Chucha’s» (en:Tia Chucha's Centro Cultural, Лос-Анджелес, США
- Ирландский музей и культурный центр (en:Irish Museum and Cultural Center), Канзас-Сити, Миссури, США
- Культурный центр «Эшвиллский культурный проект» (англ. Asheville Culture Project, см. en:Asheville, North Carolina#Performing arts), Эшвилл, Северная Каролина, США
- Полинезийский культурный центр (en:Polynesian Cultural Center), Гавайи, США
- Музей и центр карибско-латиноамериканских культур «El Museo del Barrio» (en:El Museo del Barrio), Нью-Йорк, США
- Культурный центр им. Баудилио Вега Берриоса (en:Centro Cultural Baudilio Vega Berríos), Пуэрто-Рико

### В Азии

Культурный центр Гейдара Алиева в Баку, Азербайджан

- Пусанский культурный центр, Пусан, Республика Корея
- Культурный Центр Азербайджанцев, Марнеули, Грузия
- Культурный центр Гейдара Алиева, Баку, Азербайджан
- Культурный центр «Дом русской книги»[4], Бишкек, Кыргызстан
- Культурный центр Филиппин
- Гонконгский культурный центр

### В Океании
- Культурный центр Вануату, Порт-Вила, Вануату

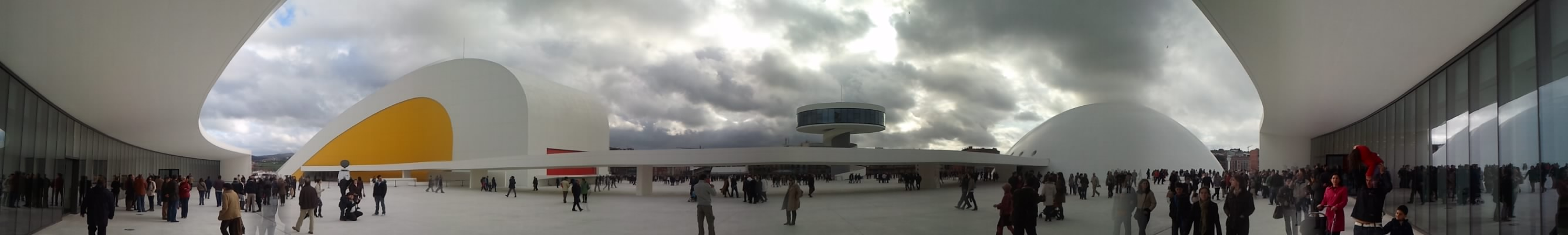
Культурный центр Оскара Нимейера, Авилес, Испания